# مشتق ائتماني
في مجال التمويل، يشير مصطلح مشتق ائتماني (بالإنجليزية: Credit derivative)‏ إلى أي واحد من «الأدوات والتقنيات المختلفة المصممة للفصل بين المخاطر الائتمانية ثم نقلها» أو خطر التخلف عن السداد من قبل شركة أو مقترض مستقل، وتحويلها إلى كيان آخر غير المقرض أو المدين.
المشتقات الائتمانية غير الممولة هي تلك التي يجري فيها شراء الحماية الائتمانية وبيعها بين الأطراف المقابلة الثنائية دون أن يضطر بائع الحماية إلى دفع الأموال مقدمًا أو في أي وقت خلال فترة سريان الصفقة ما لم يحدث تخلف عن السداد. عادةً ما يتم تداول هذه العقود بموجب اتفاق رئيسي مع الرابطة الدولية لتبادل العملات ومشتقاتها (آي إس دي إيه). معظم مشتقات الائتمان من هذا النوع هي سندات مبادلة مخاطر الائتمان (سي دي إس). عند إبرام المشتق الائتماني من قبل مؤسسة مالية أو شركة فرعية ذات أغراض خاصة - لتحمل المخاطر (إس بي في) موِّلت المدفوعات عن طريق مشتقات الائتمان باستخدام أساليب التوريق(تحويل الديون)، ليصدر التزام الديون من قبل المؤسسة المالية أو SPV لدعم هذه الالتزامات، فهذا ما يعرف باسم مشتق الائتمان الممول.
اكتسبت عملية تحويل الديون إلى أوراق مالية شعبية متزايدة على مدى العقد الماضي، إذ تُعرف الإصدارات البسيطة من هذه الهياكل باسم التزام الدين المكفول (CDOs) أو الأوراق النقدية المرتبطة بالائتمان أو CDOs أحادية الشريحة. في المشتقات الائتمانية الممولة، تُصنّف المعاملات من قبل وكالات التصنيف غالبًا، مما يسمح للمستثمرين بتحمل شرائح مختلفة من مخاطر الائتمان وفقًا لرغبتهم في المخاطرة.

## التاريخ والمشاركون
بدأ سوق مشتقات الائتمان من لا شيء في عام 1993 بعد أن كان بيتر هانكوك من جي بّي مورغان رائداً لها. وبحلول عام 1996 كان هناك نحو 40 بليون دولار من المعاملات غير المسددة، شمل نصفها ديون البلدان النامية.
منتجات التخلف عن سداد الائتمان هي أكثر منتجات مشتقات الائتمان شيوعًا وتشمل المنتجات غير الممولة مثل سندات مقايضة مخاطر الائتمان والمنتجات الممولة مثل التزامات الديون المكفولة (انظر المزيد من المناقشة أدناه).
في الخامس عشر من مايو 2007، وفي خطاب حول مشتقات الائتمان ومخاطر السيولة، صرح غيثنر: «حسّن الابتكار المالي القدرة على قياس وإدارة المخاطر». يستخدم المشاركون في سوق الائتمان والجهات التنظيمية، والمحاكم على نحو متزايد تسعير المشتقات الائتمانية للمساعدة في اتخاذ القرارات بشأن تسعير القروض، وإدارة المخاطر، ومتطلبات رأس المال، والمسؤولية القانونية. ذكرت ISDA في أبريل 2007 أن المبلغ الإجمالي النظري للمشتقات الائتمانية غير المسددة بلغ 35.1 تريليون دولار مع إجمالي القيمة السوقية البالغة 948 مليار دولار (موقع ISDA الإلكتروني). وورد في صحيفة التايمز في 15 سبتمبر 2008، «تبلغ قيمة سوق المشتقات الائتمانية العالمية 62 تريليون دولار».
على الرغم من أن سوق المشتقات الائتمانية هو سوق عالمي، فإن لندن تمتلك حصة سوقية تبلغ نحو 40%، في حين تتمتع بقية بلدان أوروبا بنحو 10%.
إن المشاركين الرئيسيين في السوق هم البنوك، وصناديق التحوط، وشركات التأمين، وصناديق المعاشات التقاعدية، وشركات أخرى.

## الأنواع
وتنقسم المشتقات الائتمانية بشكل أساسي إلى فئتين: المشتقات الائتمانية الممولة والمشتقات الائتمانية غير الممولة.
المشتقات الائتمانية غير الممولة هي عقد ثنائي بين طرفين متضاربين، إذ يكون كل طرف مسؤولاً عن تسديد مدفوعاته بموجب العقد نفسه (أي مدفوعات الأقساط وأي مبلغ نقدي أو تسوية مادية) دون اللجوء إلى أصول أخرى.
أمّا المشتقات الائتمانية الممولة تشتمل على بائع الحماية (الطرف الذي يتحمل مخاطر الائتمان) الذي يدفع دفعة أولية تستخدم لتسوية أي أحداث ائتمانية محتملة. (ومع ذلك، قد يتعرض مشتر الحماية للخطر الائتماني من بائع الحماية نفسه. يعرف هذا باسم مخاطر الطرف المقابل).

## التسعير
إن تسعير المشتقات الائتمانية ليس عملية سهلة. وهذا بسبب:
- التعقيد في رصد السعر السوقي للالتزام الائتماني الأساسي.
- أن فهم الجدارة الائتمانية للمدين مهمة مرهقة لأنه ليس من السهل قياسه كميًا.
- أن حالات التخلف عن سداد الديون ليست ظاهرة متكررة وتجعل من الصعب على المستثمرين العثور على البيانات العملية لشركة قادرة على سداد ديونها.
- على الرغم من أنه يمكن الاستفادة من مختلف التصنيفات التي نشرتها وكالات التصنيف فغالبًا ما تكون التقييمات مختلفة.

## المخاطر
تشكل المخاطر التي تشتمل على مشتقات ائتمانية مصدر قلق بين القائمين على تنظيم الأسواق المالية. أصدر الاحتياطي الفيدرالي الأمريكي عدة بيانات في خريف عام 2005 حول هذه المخاطر، وسلط الضوء على التراكم المتزايد من تعاملات المشتقات الائتمانية. إن هذه التراكمات تشكل مخاطر على السوق (سواء من الناحية النظرية وفي كل الاحتمالات)، وهي تعمل على تفاقم المخاطر الأخرى في النظام المالي. ومن بين التحديات التي تواجه تنظيم هذه المشتقات وغيرها من المشتقات المالية أن الأشخاص الأكثر دراية بها لديهم أيضًا المحفز الخاص لتشجيع النمو والافتقار إلى التنظيم. وقد يكون الحافز غير مباشر، على سبيل المثال، ليس لدى الأكاديميين حوافز استشارية فحسب، بل أيضاً حوافز في الإبقاء على الأبواب المفتوحة للبحث.

## نص العنوان
1. 1 2  The Economist Passing on the risks 2 November 1996
2. ↑  Das، Satyajit (2005). Credit Derivatives: CDOs and Structured Credit Products, 3rd Edition. Wiley. ISBN:978-0-470-82159-6.
3. ↑  Bruyere، Richard؛ Cont، Rama (2006). Credit Derivatives and Structured Credit: A guide for investors. Wiley. ISBN:978-0470018798.
4. ↑  "AIG: America's Improved Giant". The Economist. London. 2 فبراير 2013. مؤرشف من الأصل في 2017-05-28. اطلع عليه بتاريخ 2015-03-30.
5. 1 2 3  "British Banker Association Credit Derivatives Report" (PDF). 2006. مؤرشف من الأصل (PDF) في 2010-06-02.
6. ↑  Remarks at the Federal Reserve Bank of Atlanta's 2007 Financial Markets Conference—Credit Derivatives, Sea Island, Georgia
7. ↑  "ISDA". أبريل 2007. مؤرشف من الأصل في 2019-11-04.
8. ↑  Hosking، Patrick؛ Costello، Miles؛ Leroux، Marcus (16 سبتمبر 2008). "Dow dives as Federal Reserve lines up 75bn emergency loan for AIG". The Times. London. مؤرشف من الأصل في 2011-06-12. اطلع عليه بتاريخ 2010-04-30.

## وصلات خارجية
- فهم المشتقات: الأسواق والبنية التحتية - الاحتياطي الفيدرالي (بالإنجليزية)